# الحكاية المحمدية (ألبوم)
الحكاية المحمدية هو ألبوم غنائي ديني للمطربة المصرية أنغام، يتناول الألبوم 10 شخصيات نسائية أثرت في حياة النبي محمد مثل أمهات المؤمنين أو بعض الصحابيات.

## الاغاني
- الحكاية المحمدية
- أم أيمن
- فاطمة
- عائشة
- آمنة
- زينب
- مارية القبطية
- حليمة السعدية
- أم عمارة